# Zuzanna Górecka
Zuzanna Górecka, född 10 april 2000 i Radom, Polen, är en volleybollspelare.
Som senior har hon spelat för LTS Legionovia Legionowo (2018–2019), AGIL Volley (2019–2020), Budowlani Łódź (2020–2022) och ŁKS Łódź (2022–).	
Med Polens landslag tog hon brons vid U19-EM 2018. Hon debuterade i seniorlandslaget 2019 och har deltagit vid EM 2021 och VM 2022.